# 太原教育园区
太原教育园区，又名汾东教育园区、太原大学城，位于山西省太原市小店区与晋中市榆次区的交界处，北距太原市中心20公里，距小店区5公里；距国家级太原高新技术产业开发区12公里；距太原经济技术开发区5.2公里，东距山西榆次经济技术开发区2.2公里。园区原址为国营太原农牧场。

## 规划
- 2002年，太原市市委、市政府提出“整合教育资源，建设太原教育园区”的口号[2]，同年年出台了教育园区的建设规划。规划建设占地17040亩，总建筑面积约450万平方米，计划用5年时间基本完成。园区建成后规划学生总人数约13万人，教职工总人数约1.5万人[3]。

- 2003年10月8日，太原教育园区的12个基础设施项目开始招商，这标志园区建设工程正式启动。

- 2004年，太原市市委、市政府原则同意教育园区规划，并开工建设。

- 2005年11月，太原市教育事业“十一五”规划出台。规划中提到，到2008年，在太原教育园区建成太原学院、太原旅游职业技术学院、太原卫生学校、太原五中、太原市第二外国语学校5所学校新校区[4]，总投资16.86亿元。

## 现实
截至2008年底，教育园区收回了3515.46亩争议地，取得了1.44万亩国有土地使用证，累计完成了2.5亿元投资。但由于太原教育园区在资金、土地、拆迁人员安置等方面存在诸多困难，园区建设发展比较缓慢。

## 学校
目前入住太原教育园区的教育机构有：
- 太原学院（原太原大学）
- 山西青年职业学院（原山西青年管理干部学院、共青团山西省委团校）
- 太原旅游职业学院
- 山西华澳商贸职业学院（有中北大学信息商务学院、山西医科大学晋祠学院等多所独立本科院校租用该校校园进行办学）